# Colina Vaticana
Colina Vaticana (en latín, Vaticanus Mons) es el nombre dado, mucho antes del inicio de la cristiandad, a una de las colinas ubicadas al oeste del río Tíber, el lado opuesto a aquel en que se ubican las Siete Colinas tradicionales de Roma. Es posible que haya sido el sitio de un pueblo etrusco llamado Vaticum.

## Historia
En el siglo I, la colina Vaticana estaba fuera de los límites de la ciudad, y por eso fue apropiada para la construcción de un circo (el circo de Nerón) y un cementerio. 
La Basílica de San Pedro está construida sobre este cementerio, sitio tradicional de la tumba de San Pedro. Había otro cementerio en los alrededores, el cual fue abierto al público el 10 de octubre de 2006 para conmemorar el quinto centenario  de los Museos Vaticanos.
La colina Vaticana no es una de las famosas Siete Colinas de Roma, aunque fue incluida dentro de los límites de la ciudad durante el reinado del papa León IV, quien entre 848 y 852 expandió los muros de la ciudad para proteger la basílica de San Pedro y el Vaticano. 
Antes del Papado de Aviñón (1305-1378), las oficinas centrales de la Santa Sede estaban en la basílica de San Juan en Letrán. Después del papado de Aviñón, la administración de la Iglesia se trasladó a la colina Vaticana y el palacio papal fue (hasta 1871) el palacio del Quirinal, sobre el Monte Quirinal. 
Desde 1929, la colina Vaticana ha sido el lugar de la jefatura de la Ciudad del Vaticano. Es conveniente aclarar que la catedral del obispo de Roma, el papa, no es la Basílica de San Pedro sino la Basílica de San Juan de Letrán, que está en una de las siete colinas de Roma (el Celio), es un emplazamiento de la ciudad de Roma que actualmente pertenece a la Ciudad del Vaticano. Esta situación es el resultado de los Pactos de Letrán firmados con el estado italiano en 1929, los que devolvieron a la Santa Sede un estado temporal independiente y su consecuente estatus diplomático a través del Estado de la Ciudad del Vaticano, los que habían sido perdidos en 1860-1870, cuando Italia capturó los territorios de los Estados Pontificios.